# Hugo Chávez
Hugo Rafael Chávez Frías (født 28. juli 1954 i Sabaneta, Barinas, Venezuela, død 5. marts 2013 i Caracas) var en venezuelansk politiker, der var landets præsident fra 1999 til sin død i 2013. Han gjorde karriere i militæret og opnåede rang af oberst i faldskærmstropperne. Som præsident har han især appelleret til landets fattigste og arbejderklassen.
Chávez var søn af Elena Frías de Chávez og Hugo de los Reyes Chávez, tidligere medlem af det midterorienterede Comité de Organización Política Electoral Independiente (et social-kristent parti) og guvernør for Barinas-delstaten. Hugo Chávez var gift to gange og fik fire børn og flere børnebørn.
Han fik afgangseksamen fra det venezuelanske militærakademi i 1975 i militærvidenskab og ingeniørkunst. Chávez fortsatte sin uddannelse med studier i statskundskab ved Simón Bolívar-Universitetet i Caracas, studier han dog aldrig gennemførte.

## Politisk valg og ideologi
Chávez gjorde sig første gang politisk bemærket, da han i 1992 stod i spidsen for et militærkup mod den siddende regering. Kuppet mislykkedes, og han blev idømt en fængselsstraf for aktionen. Efter at have afsonet to år af sin straf, blev han benådet af den daværende præsident, Rafael Caldera.
Efter løsladelsen fortsatte han i politik og præsenterede partiet Movimiento Quinta República (da. Bevægelsen for den Femte Republik). Chávez er kritiker af nyliberalisme og erklæret socialist. Indenfor den socialistiske bevægelse har han bl.a. identificeret sig med den russiske revolutionsleder Trotskij, der var ledende i oppositionen til Stalin.
I december 1998 vandt han præsidentvalget med 56% af stemmerne ved bl.a. at love nationaliseringer, øget beskatning af landets rigeste og udenlandske selskaber, gratis sundhedshjælp, bedre hospitaler og skoler, hvilket sikrede ham meget stor popularitet blandt de mange fattige arbejdere og bønder.
Kort efter sin tiltræden i 1999 fik Chávez gennemført en ny forfatning, der stærkt øgede præsidentens magt på bekostning af parlamentets. F.eks. blev præsidentens regeringsperiode forlænget fra fra fem til seks år og det hidtidige tokammersystem blev erstattet med et langt svagere etkammersystem. Der blev også indført mulighed for, at befolkningen ved underskriftsindsamlinger kunne kræve folkeafstemning om, hvorvidt valgte repræsentanter (præsidenten, parlamentet, lokalråd ol.) skulle træde tilbage inden udløb af deres valgperiode.
Ved valget i 2000 opnåede Chavez genvalg med 60% af de afgivne stemmer og fortsatte sit fokus på landets fattige arbejderklasse. Denne politik førte til stigende utilfredshed og modvilje i middel- og overklassen og førte i 2002 til et mislykket kup fra militærets side.
Chávez opnåede genvalg i 2006 med 63% af stemmerne. Landets opposition udtalte skarp kritik af resultatet og kaldte det for "udemokratisk". Resultatet blev anerkendt af Carter Center, mens EU havde nægtet at sende valgobservatører, da man mente, at der var lagt for mange hindringer ind for deres arbejde ved valget.
Den 15. august 2007 bekendtgjorde Chávez, at han atter engang ønskede at ændre forfatningen, bl.a. skulle bestemmelsen om et maksimum på to valgperioder for præsidentembedet fjernes, ligesom Chavez ønskede yderligere magt til at ekspropriere og nationalisere. Da afstemningen blev afholdt i december måned, blev resultatet i en tæt afstemning et nej til Chaves' forslag. Han genfremsatte et revideret forslag året efter, der skulle fjerne begrænsningen på maksimalt to valgperioder. En ny afstemning blev afholdt i februar 2009, hvor 54% stemte ja til ændringen.
Under valget lød der beskyldninger om, at de statskontrollerede medier blev misbrugt af præsidenten under sin kampagne. Tilsvarende udtrykte bl.a. EU bekymring om, at landet nu var ved at udvikle sig til et reelt diktatur. En af Chavez's tidligere nære samarbejdspartnere og nuværende oppositionsleder, Raúl Baduel, beskyldte også Chavez for at have opkastet sig til tyran, og i februar 2010 vedtog EU-parlamentet en resolution, hvori man udtrykte bekymring over den autoritære udvikling af Chavez's styre (UPI.com, 12/2 2010 "European Parliament OKs resolutions).
I december 2010 vedtog parlamentet, hvor PSUV, det parti som Chávez er medlem af, og som har flertal , et dekret der giver præsidenten mulighed for at lovgive uden parlamentarisk høring først, inden for specifikke områder defineret af loven og forfatningen, i 1½ år frem. En af begrundelserne for dekretloven var nødvendigheden af hurtige handlinger for at sikre ofrene for voldsomme oversvømmelser. Et sådant dekret kan trækkes tilbage eller revideres af parlamentet, eller 5% af vælgerne kan ved underskriftindsamling bede om en folkeafstemning om dekretet og enkelte love skal først godkendes af højesteretten.
Ved præsidentvalget den 7. Oktober 2012 blev Chávez genvalgt. Med en valgdeltagelse på 81 % fik han 54 % af de afgivne stemmer. Det lykkedes hans udfordrer Henrique Capriles Radonski før valget, ved at samle den splittede borgerlige og højre opposition, at opnå 45 % af stemmerne. Dermed fik Chávez 1,2 millioner stemmer mere end sin konkurrent og kunne dermed regere videre indtil 2019.

## Sygdom og død
I slutningen af juni 2011 meddelte Chávez, at han havde kræft. Han blev behandlet for sin sygdom på Cuba, og under valgkampen i efteråret 2011 erklærede han sig rask. Efter valgsejren forværredes hans sygdom, og den 10. december 2012 rejste han tilbage til Cuba, hvor han blev opereret for kræft fire gange.
I februar 2013 vendte han tilbage til Venezuela fra endnu en kræftbehandling på Cuba. Den 1. marts blev Chavez igen indlagt på et militærhospital i Caracas. Hans tilstand forværredes, og den 5. marts 2013 døde han.

## Kritik
Under Hugo Chávez' regeringsperiode blev fra flere sider fremsat kritik af Chavez' regeringsførelse, herunder forholdet til menneskerettighederne i Venezuela. Menneskerettighedsorganisationen Human Rights Watch oplyste, at der under Chavez' regeringsperiode skete en koncentration af magt under præsidenten og at de grundlæggende menneskerettighedsgarantier eroderede, hvilket muliggjorde forfølgelse af de indbyggere, der kritiserede præsidenten eller dennes politik.